# Epidendrum villotae
Epidendrum villotae är en orkidéart som beskrevs av Eric Hágsater och Dodson. Epidendrum villotae ingår i släktet Epidendrum och familjen orkidéer. Inga underarter finns listade i Catalogue of Life.